# New Dvořák Edition
Die New Dvořák Edition (The New Complete Dvořák Edition, abgekürzt NDE) ist eine historisch-kritische Ausgabe sämtlicher Werke des Komponisten Antonín Dvořák. Sie wird unter der Leitung von Jarmila Gabrielová in Prag erarbeitet.

## Inhalt
Die Ausgabe ist in sieben Serien gegliedert und wird etwa 65 Bände (einschließlich Teilbände und Supplementa) umfassen:
- Serie I: Bühnenwerke
- Serie II: Oratorien, Kantaten und andere Vokalwerke mit Orchester oder Orgel
- Serie III:	Orchesterwerke
- Serie IV:	Kammermusik
- Serie V: Lieder und Chorwerke
- Serie VI:	Klavierkompositionen zwei- und vierhändig
- Serie VII:	Varia und Supplementa